# ナガオカケンメイ
ナガオカ ケンメイ（本名：長岡 賢明〈ながおかまさあき〉、1965年2月15日 - ）は、日本のロングライフデザイン活動家。D&DEPARTMENT PROJECT代表取締役会長。『d design travel』発行人。京都造形芸術大学教授。武蔵野美術大学客員教授。人生を賭ける活動の軸は、「ロングライフデザイン」。

## 人物
2015年、直営店である東京、大阪、福岡、富山に加え、パートナーショップの北海道、山梨、静岡、京都、鹿児島、沖縄、ソウルの計11か所に、デザインの道の駅と位置づけたショップ「D&DEPARTMENT」をつくり、生活者と作り手が集い、その土地「らしさ」について学び、対話できる場を提供している。
2009年より、デザインの視点で新しい観光を提案するガイドブック「d design travel」を、年3冊のペースで発行。また、2011年、コムデギャルソンとともに、普遍的なデザインを扱うコンセプトショップ「GOOD DESIGN SHOP」をオープンした。
2012年には、渋谷ヒカリエ「8/」にて47都道府県の「らしさ」を紹介する「d47 design travel store」、「d47 食堂」、日本初の地域デザイン物産美術館「d47 MUSEUM」をプロデュース。個人では、毎週火曜日に「ナガオカケンメイのメール」と題した会員制のメルマガで「ロングライフデザイン」をテーマに「長く続くいいもの日記」を配信している。

## 来歴
- 1965年：北海道室蘭市にて生まれる。
- 1983年：愛知県立半田工業高等学校建築科卒業。[7]。デザイン制作会社「北斗企画」[8] や「原宿サン・アド」などに勤めた後、名古屋で喫茶店「サティアンドグラースマイルストン[8]」を開業（以後4年間経営）。並行して三越や東急ハンズなどのグラフィックデザインにも参加[7]。
- 1989年：朝日広告賞受賞に伴い、再上京[7]。
- 1990年：「日本デザインセンター」入社[9]。
- 1991年：原研哉と共に「日本デザインセンター 原デザイン研究所」設立に参加[10]。
- 1997年：菱川勢一と共に[11] デザイン会社「ドローイングアンドマニュアル[10]」を設立。
- 1997 - 2000年：4度に渡り、モーショングラフィックス展を総合プロデュース。
- 2000年：「D&DEPARTMENT PROJECT」を設立。第1号店として、東京奥沢に「D&DEPARTMENT TOKYO」をオープン。
- 2003年：世界を代表するクリエイターの声を収録した日本初のインタビューCDレーベル「VISION'D VOICE」]をスタート。
- 2004年：グッドデザイン賞を受賞した翌年、廃盤になったGマーク商品を再び売り出す「USED G」をプロデュース。
- 2009年：各都道府県の個性を1冊に収録したデザインガイドブック「d design travel」の発行スタート。
- 2011年：コムデギャルソンと共に、普遍的なデザインを扱うコンセプトショップ「GOOD DESIGN SHOP」を表参道にオープン。
- 2012年：渋谷ヒカリエ「8/」を総合プロデュース。同スペースに、「d47MUSEUM」「d47 design travel store」「d47食堂」をオープン。同年より、「ナガオカケンメイのメール」と題した会員制メルマガを発行中。
- 2013年：初の海外パートナーショップ「D&DEPARTMENT SEOUL」をオープン。
- 2014年：京都造形芸術大学とパートナーシップを結び、京都市内にある真宗佛光寺派の本山に「D&DEPARTMENT KYOTO by 京都造形芸術大学」をオープン。
- 2015年：国内10店舗目の「D&DEPARTMENT TOYAMA」をオープン。

## 受賞歴
- 2003年　1960年代の商品の復刻などを行う[12] 企業によるものづくりのブランド「60VISION」（ロクマルヴィジョン）の功績などに対して、「グッドデザイン賞 川崎和男審査委員長特別賞」を受賞[10]。
- 2014年　2013毎日デザイン賞 -「良いものの発掘と再生」（佐野研二郎との同時受賞。「先見性に富んだ活動で、地域振興にも貢献するナガオカ。社会の閉塞感を突き破るような、明るい表現が際立っている佐野。さらに検討を重ねたが、「質の高さにおいて、甲乙つけがたい」という意見が圧倒的に多く、両者受賞で決着した。」-毎日新聞2014年3月4日）

## 書籍

### 単著
- 『コマボン コマーシャルな本』（1996年3月10日、扶桑社）ISBN 4-594-01887-4
- 『ブラボー！すきまな広告』（1997年6月21日、リブロポート）ISBN 4-8457-1141-9
- 『サクラなお仕事』（1999年4月22日、メディアファクトリー）ISBN 4-88991-863-9
- 『結婚 ふたりの絵本』（1999年10月29日、デジタルハリウッド出版局）ISBN 9784925140041
  - 『結婚 ふたりの絵本』（2003年11月5日、新風舎 新風舎文庫）ISBN 4-7974-9087-X
- 『結婚。』（2001年1月10日、新潮社 新潮OH！文庫）ISBN 9784102900703
- 『恋、いろいろな、関係。』（2002年6月12日、ワニブックス）ISBN 4-8470-1447-2
- 『Only honest design can be recyclable.』（2002年12月20日、エクスナレッジ）ISBN 4-7678-0218-0
- 『ナガオカケンメイの考え』（2006年12月6日、アスペクト）(韓国語版:2009年11月) ISBN 9784757213098
  - 『ナガオカケンメイの考え』（2010年3月27日、新潮社 新潮文庫）ISBN 9784101306216
- 『ナガオカケンメイのやりかた』（2008年2月10日、平凡社）(韓国語版:2010年4月) ISBN 978-4-582-62042-9
- 『60VISION 〜ロクマルビジョン 企業の原点を売り続けるブランディング〜』（2008年7月25日、美術出版社）ISBN 978-4-568-50359-3
- 『デザイン物産展ニッポン』（2008年9月8日、美術出版社）ISBN 978-4-568-50366-1
- 『ナガオカケンメイとニッポン』（2009年11月10日、創美社/集英社）ISBN 978-4-420-31037-6
- 『D&DEPARTMENTに学んだ、人が集まる「伝える店」のつくり方 学びながら買い、学びながら食べる店』（2013年3月15日、美術出版社）ISBN 978-4-568-50522-1
- 『二流で行こう 一流の盲点 三流の弱点』（2013年3月25日、集英社）ISBN 978-4-420-31065-9
- 『もうひとつのデザイン ナガオカケンメイの仕事』（2018年2月9日、D&DEPARTMENT PROJECT）ISBN 9784903097596
- 『LONG LIFE DESIGN (1)』（2019年1月11日、ディアンドデパートメント）ISBN 9784903097619
- 『つづくをつくる ロングライフデザインの秘密』（2019年6月20日、日経BP社）ISBN 9784296102990
- 『LONG LIFE DESIGN (2)』（2021年2月12日、ディアンドデパートメント）ISBN 9784903097725
- 『ナガオカケンメイの眼』（2023年9月16日、平凡社）ISBN 9784582620771

### 共著
- 『D&DEPARTMENT DINING BOOK』（著者:ナガオカケンメイ D&DEPARTMENT）（2008年1月10日、主婦の友社）ISBN 978-4-07-258780-5
- 『NIPPON VISION4 accessories  access new jewellery 新しいジュエリーへのアクセス』（著者:ナガオカケンメイ D&DEPARTMENT PROJECT、編集:美術出版社編集部）（2011年4月15日、美術出版社）ISBN 978-4-568-50449-1
- 『つくること、つくらないこと 町を面白くする11人の会話』（著者:太田浩史 廣瀬俊介 ナガオカケンメイ ほか全9名、編著:長谷川浩己 山崎亮）（2012年2月15日、学芸出版社）ISBN 978-4-7615-1295-8
- 『デザイン物産 2014』（著者:ナガオカケンメイ D&DEPARTMENT PROJECT）（2014年10月1日、D&DEPARTMENT PROJECT）ISBN 9784903097503
- 『P to P STORE 47都道府県の地域問題から生まれた製品』（著者:ナガオカケンメイ D&DEPARTMENT PROJECT）（2015年1月15日、D&DEPARTMENT PROJECT）ISBN 9784903097510
- 『NIPPONの47人(2015) GRAPHIC DESIGN』（著者:ナガオカケンメイ D&DEPARTMENT PROJECT）（2015年4月1日、D&DEPARTMENT PROJECT）ISBN 9784903097527
- 『47麺MARKET 47都道府県のローカルな麺から、日本の食の個性を見る』（著者:ナガオカケンメイ D&DEPARTMENT PROJECT）（2015年9月5日、D&DEPARTMENT PROJECT）ISBN 9784903097534
- 『デザイナーが未来に残したい私の3ヵ条 スペシャリストが仕事で大切にするルール』（著者:水野学 森本千絵 居山浩二 ナガオカケンメイ ほか 全14名）（2018年5月1日、玄光社）- グラフィック分野を中心に14人のデザイナーへのインタビュー&作品集 ISBN 9784768309629

### 監修
- 『民芸 あたらしい教科書 11』（監修:濱田琢司 ナガオカケンメイ ほか全6名）（2007年2月25日、プチグラパブリッシング）ISBN 9784903267524
- 『世界を変えるデザインの力〈1〉使う』（2013年2月23日、教育画劇）ISBN 9784774617091
- 『世界を変えるデザインの力〈2〉伝える』（2013年4月8日、教育画劇）ISBN 9784774617107
- 『世界を変えるデザインの力〈3〉つなげる 』（2013年4月8日、教育画劇）ISBN 9784774617114

### 企画
- 『森正洋の言葉。デザインの言葉。』（著者:森正洋を語り・伝える会）（2012年2月20日、美術出版社）ISBN 9784568504859

## テレビ出演
- 日経スペシャル カンブリア宮殿 長く使える良いものだけを売る！感動百貨店の新戦略（2015年10月1日、テレビ東京）[13]

## ラジオパーソナリティ
- ナガオカケンメイのd&Radio : YBSラジオ, 毎月第1月曜 - 金曜18:20 - 18:30
- d & radio KYOTO][14] : α-STATION, 毎週日曜18:05頃[15] - 19:00[16], 2015年7月 -
- d & radio KYOTO EXHIBITION : α-STATION, 2016年11月3日 14:30頃 - 15:00頃、16:25頃 - 16:55頃[17]

## 関連人物
- 原研哉
- 菱川勢一
- 石黒謙吾
- 山崎亮
- 小山薫堂
- 吉岡徳仁
- 佐野研二郎 - 2020年東京オリンピック・パラリンピックのエンブレムでの盗用発覚時にナガオカは佐野を擁護したため、Twitter上をはじめ多くの批判を浴びることとなった。